# فهرست نبردهای امپراتوری غزنوی

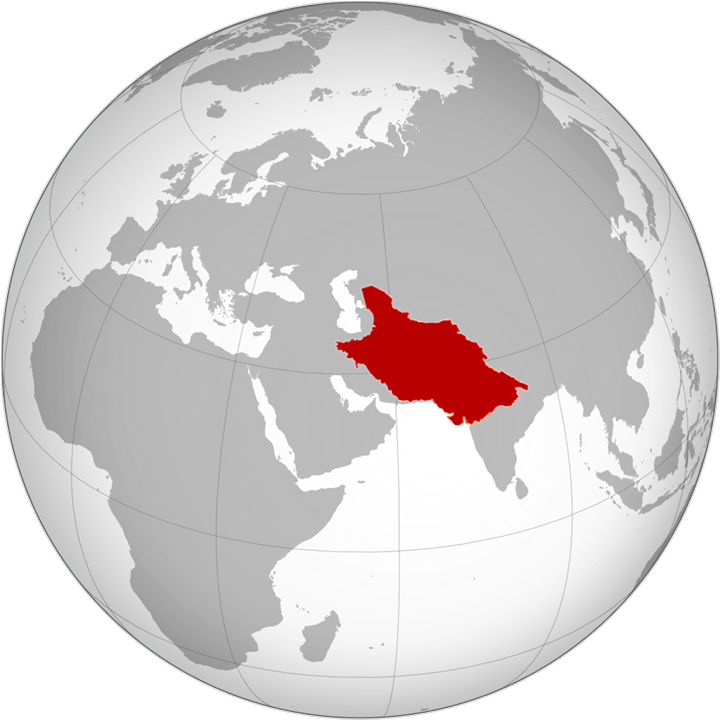
قلمرو غزنویان در بیشترین حد خود

این فهرست، فهرستی از نبردهای سلسله غزنویان است.
| شبه قاره هند | ترکمنستان | افغانستان | ایران | ازبکستان |

(رنگ‌ها، مکان نبرد را شرح می‌دهند)
| سال          | نام نبرد                | مکان                             | فرمانده غزنوی                             | حریف                           | پیروز میدان                                                 |
| ------------ | ----------------------- | -------------------------------- | ----------------------------------------- | ------------------------------ | ----------------------------------------------------------- |
| ۹۸۸          | نبرد اول لغمان          | نزدیک لغمان                      | سبکتگین                                   | جایاپالا(شاهی هندو)            | غزنویان                                                     |
| ۹۹۱          | دومین نبرد لغمان        | نزدیک لغمان                      | سبکتگین                                   | جایاپالا(شاهی هندو)            | غزنویان                                                     |
| ۹۹۴          | نبرد هرات               | نزدیک هرات                       | سبکتگین                                   | ابوعلی سیمجوری(سیمجوریان)      | غزنویان(سبکتگین به عنوان امیر خراسان، بلخ و هرات منصوب شد.) |
| ۹۹۵          | نبرد رخنه               | نیشابور                          | محمود غزنوی                               | ابوعلی سیمجور و فائق خاصه      | ابوعلی سیمجور و فائق خاصه                                   |
| ۹۹۸          | اولین نبرد غزنی         | غزنی                             | اسماعیل غزنوی (امیر غزنه)                 | سلطان محمود غزنوی              | سلطان محمود امیر غزنه شد.                                   |
| مه ۹۹۹       | نبرد مرو                | مرو                              | سلطان محمود غزنوی                         | عبدالملک دوم سامانی            | غزنویان                                                     |
| ۱۰۰۱         | نبرد پیشاور             | پیشاور                           | سلطان محمود غزنوی                         | جایاپالا(شاهی هندو)            | غزنویان                                                     |
| ۱۰۰۵–۱۰۰۶    | محاصره مولتان           | مولتان                           | سلطان محمود غزنوی                         | فاتح داوود                     | غزنویان                                                     |
| ۱۰۰۸         | نبرد بلخ                | بلخ                              | سلطان محمود غزنوی                         | احمد ارسلان قره خان            | غزنویان                                                     |
| ۱۰۰۹         | نبرد اوهیند             | اوهیند                           | سلطان محمود غزنوی                         | آناندپالا(کابل شاهی)           | غزنویان                                                     |
| ۱۰۲۷         | نبرد رود سند            |                                  | سلطان محمود غزنوی                         | جتس                            | غزنویان                                                     |
| ۱۰۳۲         | نبرد دابوسیه            |                                  | آلتون تاش(فرمانده غزنوی)                  | متحدان قره خانیان و سلجوقی     | بی‌نتیجه                                                     |
| ۱۰۳۳         | محاصره سهاران پور       | نزدیک سهاران پور                 | سلطان مسعود غزنوی                         |                                | سلطان مسعود غزنوی                                           |
| ۱۰۳۵         | نبرد دشت‌های نسا         | طبرستان                          | بکتغدی                                    | چغری بیک(سلجوقیان)             | امپراتوری سلجوقی                                            |
| ۱۰۳۷         | محاصره هانسی            | نزدیک دهلی                       | سلطان مسعود غزنوی                         |                                | [ ۱۴ ]                                                      |
| ۱۰۳۸         | نبرد سرخس               | سرخس                             | ابوالفضل سوری(والی غزنوی خراسان)          | طغرل بیک(سلجوقیان)             | امپراتوری سلجوقی                                            |
| ۱۰۳۸         | نبرد ری                 | ری                               |                                           | ابوجعفر دشمنزیار(آل کاکویه)    | آل کاکویه                                                   |
| ۱۰۴۰         | نبرد دندقان             | نزدیک مرو                        | سلطان مسعود غزنوی                         | چغری بیگ، طغرل بیک(سلجوقیان)   | امپراتوری سلجوقی                                            |
| نوامبر ۱۰۴۰  | محاصره زرنج             | زرنج                             | ابوالفضل(فرمانده غزنوی)                   | ارتاش(سلجوقیان)                | ابوالفضل به سلجوقیان پیوست و زرنج اشغال شد.                 |
| ۱۹ مارس ۱۰۴۱ | نبرد ننگرهار            | نزدیک جلال‌آباد                   | محمد غزنوی                                | مودود غزنوی                    | مودود بر محمد پیروز شد و تاج و تخت را به دست آورد.          |
| ۱۰۴۳–۱۰۴۴    |                         | تخارستان                         | مودود غزنوی                               | آلپ ارسلان(سلجوقیان)           | سلجوقیان                                                    |
| ۱۰۴۵–۶       |                         | نزدیک زرنج                       |                                           | ارتاش(سلجوقیان)                | غزنویان                                                     |
| ۱۰۵۱         | نبرد هوپیان             | هوپیان                           | طغرل حاجب                                 | آلپ ارسلان                     | غزنویان                                                     |
| ۱۰۵۱         | نبرد طاق                | سیستان                           | طغرل حاجب(سردار غلام)                     | صفاریان                        | صفاریان صفاریان شهر را حفظ کردند.                           |
| ۱۱۱۶         | نبرد تیگین آباد         | تیگین آباد (نزدیک قندهار)        | ارسلان شاه غزنوی (سلطان امپراتوری غزنوی)  | بهرام شاه                      | ارسلان شاه                                                  |
| ۱۱۱۷         | دومین نبرد غزنه         | دشت شهرآباد نزدیک غزنه           | ارسلان شاه غزنوی (سلطان امپراتوری غزنوی ) | احمد سنجربهرام شاه             | احمد سنجر(سلطان امپراتوری بزرگ سلجوقی)                      |
| ۱۲ مه ۱۱۴۹   | Battle of Sang-i Surakh | نزدیک فسمت بالایی رودخانه هیرمند | بهرام شاه                                 | سیف الدین سوری (غوریان)        | بهرام شاه                                                   |
| ژوئن ۱۱۷۰    |                         | (نزدیک قنوج)                     |                                           | Jayachandra(Gahadvala dynasty) | Gahadvala dynasty                                           |
| ۱۱۸۶         | نبرد لاهور              | لاهور                            |                                           | معزالدین محمد غوری(سلسله غوری) | سلسله غوری                                                  |

## نگارخانه

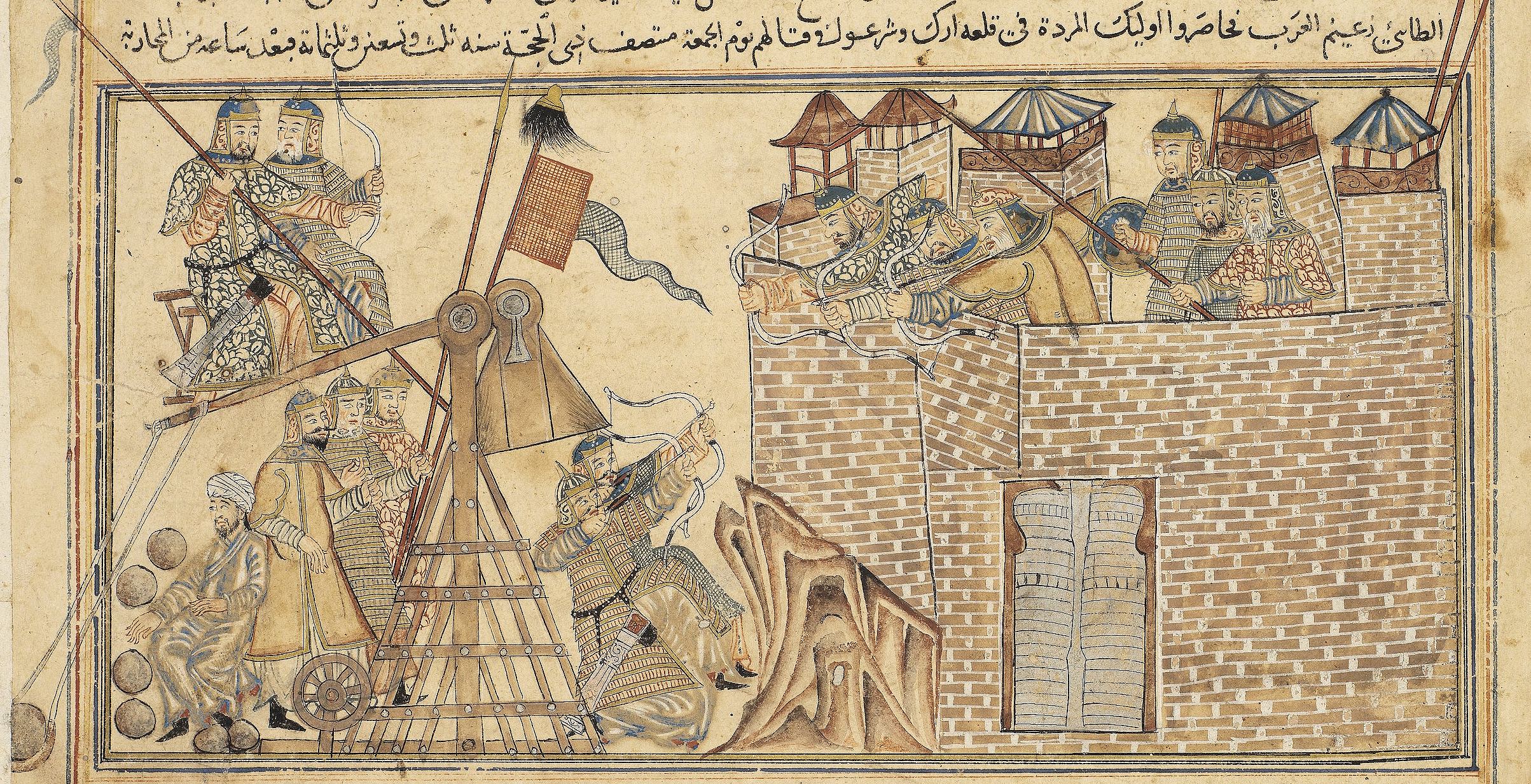
نگاره سلطان محمود و لشکریان او در حال تصرف قلعه زرنج، قرن چهاردهم میلادی
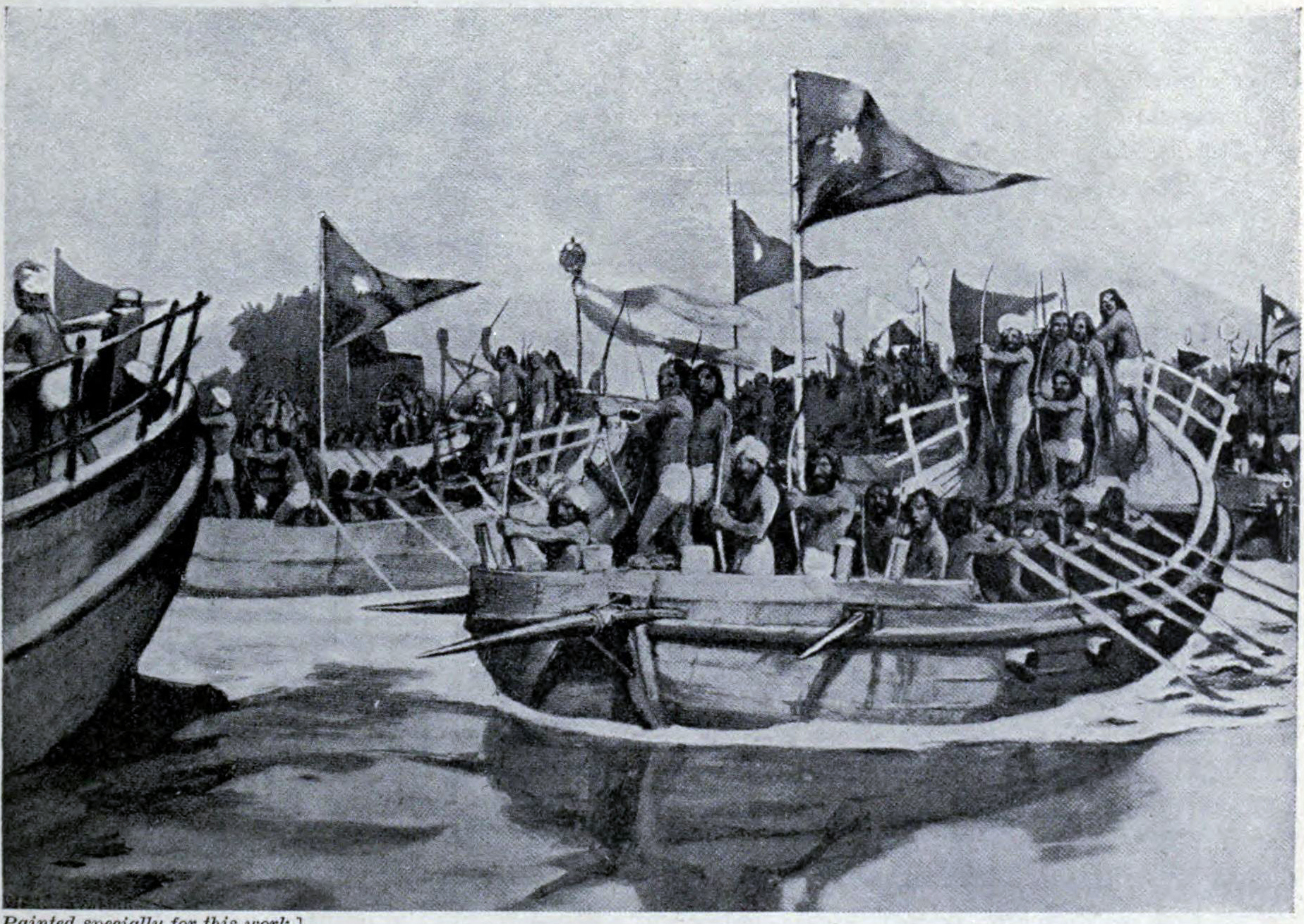
ناوگان سلطان محمود غزنوی که توسط آن جِت‌ها را شکست داد.
مسیر لشکرکشی‌های سلطان محمود غزنوی
مسیر لشکرکشی‌های سلطان مسعود غزنوی
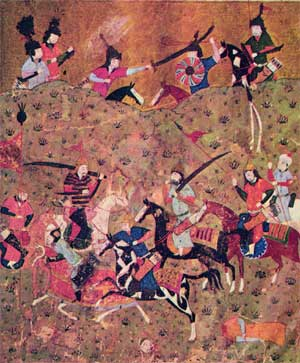
نبرد دندقان میان سلجوقیان و غزنویان